# Pionerski (kraj Kamtsjatka)
Pionerski (Russisch: Пионерский) is een plaats (posjolok) in het gemeentelijke district Jelizovski van de Russische kraj Kamtsjatka. De plaats ligt aan de weg R-474 van Jelizovo (14 kilometer) naar Petropavlovsk-Kamtsjatski (14 kilometer tot centrum) en is min of meer aan de laatste vastgegroeid. In de plaats wonen 2.068 mensen (2007). De plaats ligt tussen de dorpen Novy en Svetly.

## Geschiedenis
De plaats werd opgericht in 1941 rond een afdeling van de vissershaven AKO. Begin jaren 50 woonden er ongeveer 200 mensen. Er verrezen een kleine bibliotheek, een basisschool, middelbare school en een club.
Bestuurlijk centrum: Jelizovo

Bereznjaki · Dalni · Dvoeretsje · Ganaly · Joezjnye Korjaki · Ketkino · Korjaki · Krasny · Kroetoberegovy · Lesnoj · Malka · Nagorny · Natsjiki · Nikolajevka · Novy · Paratoenka · Pinatsjevo · Pionerski · Razdolny · Severnye Korjaki · Sokotsj · Sosnovka · Svetly · Termalny · Voelkanny · Zeleny